# Weittalspitze
Weittalspitze – szczyt w Alpach Gailtalskich, w Alpach Wschodnich. Leży w Austrii, na granicy dwóch krajów związkowych: Tyrolu Wschodniego i Karyntii. Na szczyt prowadzą cztery drogi, dwie od północy i dwie od południa. Droga na szczyt zabezpieczona jest łańcuchami, trzeba też uważać na możliwe spadające fragmenty skał. Ze szczytu widać między innymi Alpy Karnickie i Wysokie Taury.